# Discografia de Lorde
A discografia de Lorde, uma cantora neozelandesa, consiste em três álbuns de estúdio e três extended plays. Lançou dez singles (incluindo quatro promocionais) e quatro vídeos musicais. Aos 13 anos, conseguiu assinar contrato com a Universal Music Group (UMG) e começou a escrever a sua própria música. Em Novembro de 2012, lançou o seu primeiro The Love Club de forma independente através da plataforma digital SoundCloud. O EP foi editado posteriormente pela UMG em Março de 2013, e o seu primeiro single "Royals", conseguiu alcançar a liderança de várias tabelas musicais de diversos países. Ao atingir a primeira posição na Billboard Hot 100 dos Estados Unidos, a cantora tornou-se na primeira da Nova Zelândia a conseguir tal feito.
O seu álbum de estreia, Pure Heroine, foi lançado em Setembro de 2013 e conseguiu liderar as tabelas de vendas da Austrália e Nova Zelândia, além de ser certificado com múltiplas platinas nesses mesmos países. O segundo single, "Tennis Court", chegou à primeira posição da tabela musical neozelandesa. Seguiram-se "Team", que entrou nos dez melhores lugares no Canadá e Estados Unidos, "No Better" e "Glory and Gore" como faixas de trabalho do disco de originais. Em Janeiro de 2014, Lorde tinha vendido 6 milhões e 800 mil registos apenas em território norte-americano.

## Álbuns

### Álbuns de estúdio
| Título | Melhor posição nas tabelas musicais | Melhor posição nas tabelas musicais | Melhor posição nas tabelas musicais | Melhor posição nas tabelas musicais | Melhor posição nas tabelas musicais | Melhor posição nas tabelas musicais | Melhor posição nas tabelas musicais | Melhor posição nas tabelas musicais | Melhor posição nas tabelas musicais | Melhor posição nas tabelas musicais | Melhor posição nas tabelas musicais | Melhor posição nas tabelas musicais | Vendas                       | Certificações  |
| Título | ALE                                 | AUS                                 | CAN                                 | EUA                                 | FRA                                 | IRL                                 | NZ                                  | PB                                  | POR                                 | RU                                  | SUE                                 | SUI                                 | Vendas                       | Certificações  |
| --- | ----------------------------------- | ----------------------------------- | ----------------------------------- | ----------------------------------- | ----------------------------------- | ----------------------------------- | ----------------------------------- | ----------------------------------- | ----------------------------------- | ----------------------------------- | ----------------------------------- | ----------------------------------- | ---------------------------- | -------------- |
| Pure Heroine - Lançamento: 27 de Setembro de 2013 - Editora discográfica: Republic, Universal Music - Formato(s): CD, descarga digital, vinil      | 13                                  | 1                                   | 2                                   | 3                                   | 20                                  | 4                                   | 1                                   | 14                                  | 13                                  | 3                                   | 6                                   | 8                                   | - : 300 mil - : 400 mil      | - RIAA: - BPI: |
| Melodrama - Lançamento: 16 de Junho de 2017 - Editora discográfica: Lava, Republic, Universal Music - Formato(s): CD, descarga digital, vinil      | 11                                  | 1                                   | 1                                   | 1                                   | 29                                  | 3                                   | 1                                   | 6                                   | 10                                  | 5                                   | 10                                  | 7                                   | ㅤ - : 500 mil - : 12.001 ㅤ |                |
| Solar Power - Lançamento: 20 de Agosto de 2021 - Editora discográfica: Virgin EMI, Republic, Universal Music - Formato(s): descarga digital, vinil | 4                                   | 1                                   | 6                                   | 5                                   | 16                                  | 4                                   | 1                                   | 3                                   | 3                                   | 2                                   | 18                                  | 2                                   |                              |                |
| Virgin - Lançamento: 27 de Junho de 2025 - Editora discográfica: Virgin EMI, Republic, Universal Music - Formato(s): CD, descarga digital, vinil   | —                                   | —                                   | —                                   | —                                   | —                                   | —                                   | —                                   | —                                   | —                                   | —                                   | —                                   | —                                   |                              |                |
| "—" denota um título que não tenha entrado na tabela musical do respectivo país.                                                                   |                                     |                                     |                                     |                                     |                                     |                                     |                                     |                                     |                                     |                                     |                                     |                                     |                              |                |

### EPs
| Título | Melhor posição nas tabelas musicais | Melhor posição nas tabelas musicais | Melhor posição nas tabelas musicais | Melhor posição nas tabelas musicais | Vendas                    | Certificações             |
| Título | AUS                                 | CAN                                 | EUA                                 | NZ                                  | Vendas                    | Certificações             |
| --- | ----------------------------------- | ----------------------------------- | ----------------------------------- | ----------------------------------- | ------------------------- | ------------------------- |
| The Love Club - Lançamento: 8 de Março de 2013 - Editora discográfica: Universal Music - Formato(s): CD, descarga digital      | 2[A]                                | 22                                  | 23                                  | 2                                   | - : 60 mil                | - ARIA: - RMNZ:           |
| Tennis Court EP - Lançamento: 7 de Junho de 2013 - Editora discográfica: Universal Music - Formato(s): Descarga digital, vinil | —                                   | —                                   | —                                   | —                                   |                           |                           |
| Live in Concert - Lançamento: 1 de Novembro de 2013 - Editora discográfica: Universal Music - Formato(s): Transmissão áudio    | Não disponível para venda           | Não disponível para venda           | Não disponível para venda           | Não disponível para venda           | Não disponível para venda | Não disponível para venda |
| "—" denota um título que não tenha entrado na tabela musical do respectivo país.                                               |                                     |                                     |                                     |                                     |                           |                           |

## Singles

### Como artista principal
| Ano                                                                              | Título                | Melhor posição nas tabelas musicais | Melhor posição nas tabelas musicais | Melhor posição nas tabelas musicais | Melhor posição nas tabelas musicais | Melhor posição nas tabelas musicais | Melhor posição nas tabelas musicais | Melhor posição nas tabelas musicais | Melhor posição nas tabelas musicais | Melhor posição nas tabelas musicais | Melhor posição nas tabelas musicais | Melhor posição nas tabelas musicais | Certificação | Álbum                                 |
| Ano                                                                              | Título                | ALE                                 | AUS                                 | CAN                                 | EUA                                 | FRA                                 | IRL                                 | NZ                                  | PB                                  | RU                                  | SUE                                 | SUI                                 | Certificação | Álbum                                 |
| -------------------------------------------------------------------------------- | --------------------- | ----------------------------------- | ----------------------------------- | ----------------------------------- | ----------------------------------- | ----------------------------------- | ----------------------------------- | ----------------------------------- | ----------------------------------- | ----------------------------------- | ----------------------------------- | ----------------------------------- | --- | ------------------------------------- |
| 2013                                                                             | "Royals"              | 8                                   | 2                                   | 1                                   | 1                                   | 4                                   | 1                                   | 1                                   | 4                                   | 1                                   | 4                                   | 3                                   | - BVMI: Ouro - : ouro - : 2× Platina - : 7× Platina - MC: 6× Platina - RIAA: 1× Diamante - RMNZ: 5× Platina - BPI: Platina | The Love Club e Pure Heroine          |
| 2013                                                                             | "Tennis Court"        | 83                                  | 20                                  | —                                   | 71                                  | 193                                 | —                                   | 1                                   | —                                   | 78                                  | —                                   | —                                   | - ARIA: 2× Platina - MC: Ouro - RMNZ: 2× Platina                                                                           | Pure Heroine                          |
| 2013                                                                             | "Team"                | 20                                  | 19                                  | 3                                   | 6                                   | 24                                  | 32                                  | 3                                   | 25                                  | 29                                  | 39                                  | 14                                  | - ARIA: 2× Platina - MC: 3× Platina - RIAA: 3× Platina - RMNZ: Platina                                                     | Pure Heroine                          |
| 2013                                                                             | "No Better"           | —                                   | —                                   | —                                   | —                                   | —                                   | —                                   | —                                   | —                                   | —                                   | —                                   | —                                   | | Pure Heroine                          |
| 2014                                                                             | "Glory and Gore"      | —                                   | 100                                 | —                                   | 68                                  | —                                   | —                                   | —                                   | —                                   | —                                   | —                                   | —                                   | | Pure Heroine                          |
| 2014                                                                             | "Yellow Flicker Beat" | 38                                  | 25                                  | 21                                  | 34                                  | 93                                  | 83                                  | 4                                   | —                                   | 71                                  | —                                   | 27                                  | - RMNZ: Ouro | The Hunger Games: Mockingjay - Part 1 |
| 2017                                                                             | "Green Light"         | 46                                  | 4                                   | —                                   | 19                                  | 24                                  | —                                   | 1                                   | 74                                  | 28                                  | 66                                  | 19                                  | | Melodrama                             |
| 2017                                                                             | "Perfect Places"      | —                                   | —                                   | —                                   | —                                   | —                                   | —                                   | —                                   | —                                   | —                                   | —                                   | —                                   | | Melodrama                             |
| 2017                                                                             | "Homemade Dynamite"   | —                                   | —                                   | —                                   | —                                   | —                                   | —                                   | —                                   | —                                   | —                                   | —                                   | —                                   | | Melodrama                             |
| "—" denota um título que não tenha entrado na tabela musical do respectivo país. |                       |                                     |                                     |                                     |                                     |                                     |                                     |                                     |                                     |                                     |                                     |                                     | |                                       |

### Como artista convidada
| Title                                                         | Year | Peaks | Peaks | Peaks    | Peaks | Peaks | Peaks | Peaks | Peaks | Peaks   | Peaks   | Certifications                                     | Album            |
| Title                                                         | Year | NZ    | AUS   | BEL (FL) | CAN   | FRA   | IRE   | NL    | UK    | US Bub. | US Elec | Certifications                                     | Album            |
| ------------------------------------------------------------- | ---- | ----- | ----- | -------- | ----- | ----- | ----- | ----- | ----- | ------- | ------- | -------------------------------------------------- | ---------------- |
| "Team Ball Player Thing" (with #KiwisCureBatten)              | 2015 | 2     | —     | —        | —     | —     | —     | —     | —     | —       | —       |                                                    | Non-album single |
| "Magnets" (Disclosure featuring Lorde)                        | 2015 | 2     | 14    | 36       | 58    | 87    | 64    | 74    | 71    | 2       | 8       | - RMNZ: 2× Platinum - ARIA: Platinum - BPI: Silver | Caracal          |
| "—" denotes a recording that did not chart in that territory. |      |       |       |          |       |       |       |       |       |         |         |                                                    |                  |

### Promocionais
| 2013                                                                             | "Bravado" | 29 | — | —  | — | The Love Club |
| 2013                                                                             | "Buzzcut Season"                                                                                             | 29 | — | —  | — | Pure Heroine  |
| 2013                                                                             | "Ribs" | 26 | — | 29 | — | Pure Heroine  |
| 2014                                                                             | "Royals/White Noise" (Disclosure e Lorde com a participação de AlunaGeorge; ao vivo nos BRIT Awards de 2014) | 29 | — | —  | — | —             |
| "—" denota um título que não tenha entrado na tabela musical do respectivo país. | |    |   |    |   |               |

## Outras canções
| 2013                                                                             | "Million Dollar Bills"                                | 29 | —   | —  |              | The Love Club                                                        |
| 2013                                                                             | "The Love Club"                                       | 18 | —   | 17 | - RMNZ: Ouro | The Love Club                                                        |
| 2013                                                                             | "Swingin Party"                                       | —  | —   | 10 |              | The Love Club                                                        |
| 2013                                                                             | "400 Lux"                                             | 20 | —   | —  |              | Pure Heroine                                                         |
| 2013                                                                             | "Still Sane"                                          | 45 | —   | —  |              | Pure Heroine                                                         |
| 2013                                                                             | "White Teeth Teens"                                   | 33 | —   | —  |              | Pure Heroine                                                         |
| 2013                                                                             | "A World Alone"                                       | 38 | —   | —  |              | Pure Heroine                                                         |
| 2013                                                                             | "Everybody Wants to Rule the World"                   | 30 | 93  | 14 |              | The Hunger Games: Catching Fire – Original Motion Picture Soundtrack |
| 2014                                                                             | "Meltdown" (Stromae com Pusha T, Q-Tip, Haim e Lorde) | —  | 107 | —  |              | The Hunger Games: Mockingjay, Pt. 1                                  |
| 2014                                                                             | "Ladder Song"                                         | 43 | —   | —  |              | The Hunger Games: Mockingjay, Pt. 1                                  |
| "—" denota um título que não tenha entrado na tabela musical do respectivo país. |                                                       |    |     |    |              |                                                                      |

## Outras aparências
Nas seguintes canções, a cantora contribui com os seus vocais creditados em álbuns de outros artistas, sem lançamentos por parte da própria.
| Ano  | Título                        | Álbum                               | Outro(s) artista(s) |
| ---- | ----------------------------- | ----------------------------------- | ------------------- |
| 2014 | "Easy (Switch Screens)"       | Alternate Worlds                    | Son Lux             |
| 2014 | "Flicker (Kanye West Rework)" | The Hunger Games: Mockingjay, Pt. 1 | Kanye West          |
| 2015 | "Magnets"                     | Caracal                             | Disclosure          |

## Vídeos musicais
| Ano  | Título                | Director        |
| ---- | --------------------- | --------------- |
| 2013 | "Royals"              | Joel Kefali     |
| 2013 | "Tennis Court"        | Joel Kefali     |
| 2013 | "Team"                | Young Replicant |
| 2014 | "Yellow Flicker Beat" | Emily Kai Bock  |
| 2015 | "Magnets"             | Ryan Hope       |
| 2017 | "Green Light"         | Grant Singer    |
| 2017 | "Perfect Places"      | Grant Singer    |